# Pack Up the Plantation: Live!
| Recensione              | Giudizio            |
| ----------------------- | ------------------- |
| AllMusic                | [ 1 ]               |
| Ondarock                | (Disco consigliato) |
| Dizionario del Pop-Rock | [ 3 ]               |
| 24.000 dischi           | [ 4 ]               |

Pack Up the Plantation: Live! è il settimo album discografico (e primo live) di Tom Petty and the Heartbreakers, pubblicato dalla casa discografica MCA Records nell'ottobre del 1985.

## Tracce
Lato A
1. So You Want to Be a Rock & Roll Star – 3:30 (Jim McGuinn, Chris Hillman) – Registrato dal vivo al Wiltern Theatre di Los Angeles (California)
2. Needles and Pins – 2:23 (Jack Nitzsche, Sonny Bono) – Registrato dal vivo al The Forum di Los Angeles (California)
3. The Waiting – 5:08 (Tom Petty) – Registrato dal vivo al Wiltern Theatre di Los Angeles (California)
4. Breakdown – 7:43 (Tom Petty) – Registrato dal vivo al Wiltern Theatre di Los Angeles (California)

Lato B
1. American Girl – 3:50 (Tom Petty) – Registrato dal vivo al Wiltern Theatre di Los Angeles (California)
2. It Ain't Nothin' to Me – 6:05 (Tom Petty, David A. Stewart) – Registrato dal vivo al Wiltern Theatre di Los Angeles (California)
3. Insider – 5:16 (Tom Petty) – Registrato dal vivo al Wiltern Theatre di Los Angeles (California)
4. Rockin' Around (With You) – 3:20 (Tom Petty, Mike Campbell) – Registrato dal vivo al Irvine Meadows Ampitheater di Irvine (California)

Lato C
1. Refugee – 5:22 (Tom Petty, Mike Campbell) – Registrato dal vivo al Wiltern Theatre di Los Angeles (California)
2. I Need to Know – 2:30 (Tom Petty) – Registrato dal vivo al Wiltern Theatre di Los Angeles (California)
3. Southern Accents – 6:10 (Tom Petty) – Registrato dal vivo al Wiltern Theatre di Los Angeles (California)
4. Rebels – 6:10 (Tom Petty) – Registrato dal vivo al Wiltern Theatre di Los Angeles (California)

Lato D
1. Don't Bring Me Down – 3:40 (Gerry Goffin, Carole King) – Registrato dal vivo al The Paradise Club di Boston (Massachusetts)
2. You Got Lucky – 4:20 (Tom Petty, Mike Campbell) – Registrato dal vivo al Wiltern Theatre di Los Angeles (California)
3. Shout – 9:30 (O'Kelly Isley, Ronald Isley, Rudolph Isley) – Registrato dal vivo al Richfield Coliseum di Richfield (Ohio)
4. Stories We Can Tell – 3:55 (John Sebastian) – Registrato dal vivo al Hammersmith Odeon di Londra (Inghilterra)

## Formazione
Hanno partecipato alle registrazioni live secondo le note dell'album.
Tom Petty and the Heartbreakers
- Tom Petty - voce solista, chitarra a 6 e 12 corde, chitarra acustica,
- Mike Campbell - chitarra solista, chitarra lap steel a 12 corde, chitarra slide
- Benmont Tench - tastiere, cori
- Howie Epstein - basso, mandolino, cori
- Stan Lynch - batteria, cori

Altri musicisti
- Jimmy Zavala - sassofoni, armonica (brani: A1, A3, A4, B1, B2, B3, C1, C2, C3, C4 e D2)
- Lee Thornburg - tromba, flicorno (brani: A1, A3, A4, B1, B2, B3, C1, C2, C3, C4 e D2)
- Nick Lane - trombone, euphonium (brani: A1, A3, A4, B1, B2, B3, C1, C2, C3, C4 e D2)
- Pat Peterson (The Rebeletts) - accompagnamento vocale, cori, percussioni (brani: A1, A3, A4, B1, B2, B3, C1, C2, C3, C4 e D2)
- Carroll Sue Hill (The Rebeletts) - accompagnamento vocale, cori, percussioni (brani: A1, A3, A4, B1, B2, B3, C1, C2, C3, C4 e D2)
- Ron Blair - basso (brani: A2, B3, D1 e D4)
- Phil Jones - percussioni (brani: A2, B3, B4 e D3)
- Stevie Nicks - voce (brani: A2 e B3)
- Bobby Valentino - violino (brano: D4)

Note aggiuntive
- Tom Petty e Mike Campbell - produttore
- Don Smith - ingegnere del suono
- Alan Weidel - assistente ingegnere del suono[7]